# Merla insular
La merla insular (Turdus poliocephalus) és un ocell de la família dels túrdids (Turdidae).

## Hàbitat i distribució
Habita el terra dels boscos i vegetació secundària a les terres baixes i muntanyes les illes Christmas (a l'oceà Índic), Sumatra, Java, Bali, Timor, nord de Borneo, sud i sud-oest de Sulawesi, Luzon, Mindoro, Negros i Mindanao (a les Filipines), Seram (a les Moluques), Mussau, Tolokiwa, Nova Bretanya i Nova Irlanda (a l'arxipèlag de Bismarck), Bougainville, Kulambangra, Guadalcanal i Rennell (a les Salomó), Utupua i Vanikoro (a les Santa Cruz), illes Banks, des d'Espiritu Santo fins Tanna (a les Vanuatu), Illes de la Lleialtat, Norfolk, Lord Howe, Fiji, Savaii i Upolu, (a Samoa), Nova Guinea, Goodenough, (a l'Arxipèlag D'Entrecasteaux) i Nova Caledònia.

## Taxonomia
La població de l'illa de Taiwan ha estat considerada recentment una espècie de ple dret, arran els treballs de Nylander et al, 2008:
- Turdus niveiceps - merla de Taiwan.[4]